# Fritz Cron
Fritz Cron (Kirchhain, 31 maart 1925 - Eschborn, 29 april 2017) was een Duits zijspan-bakkenist die succesvol was in de jaren vijftig.

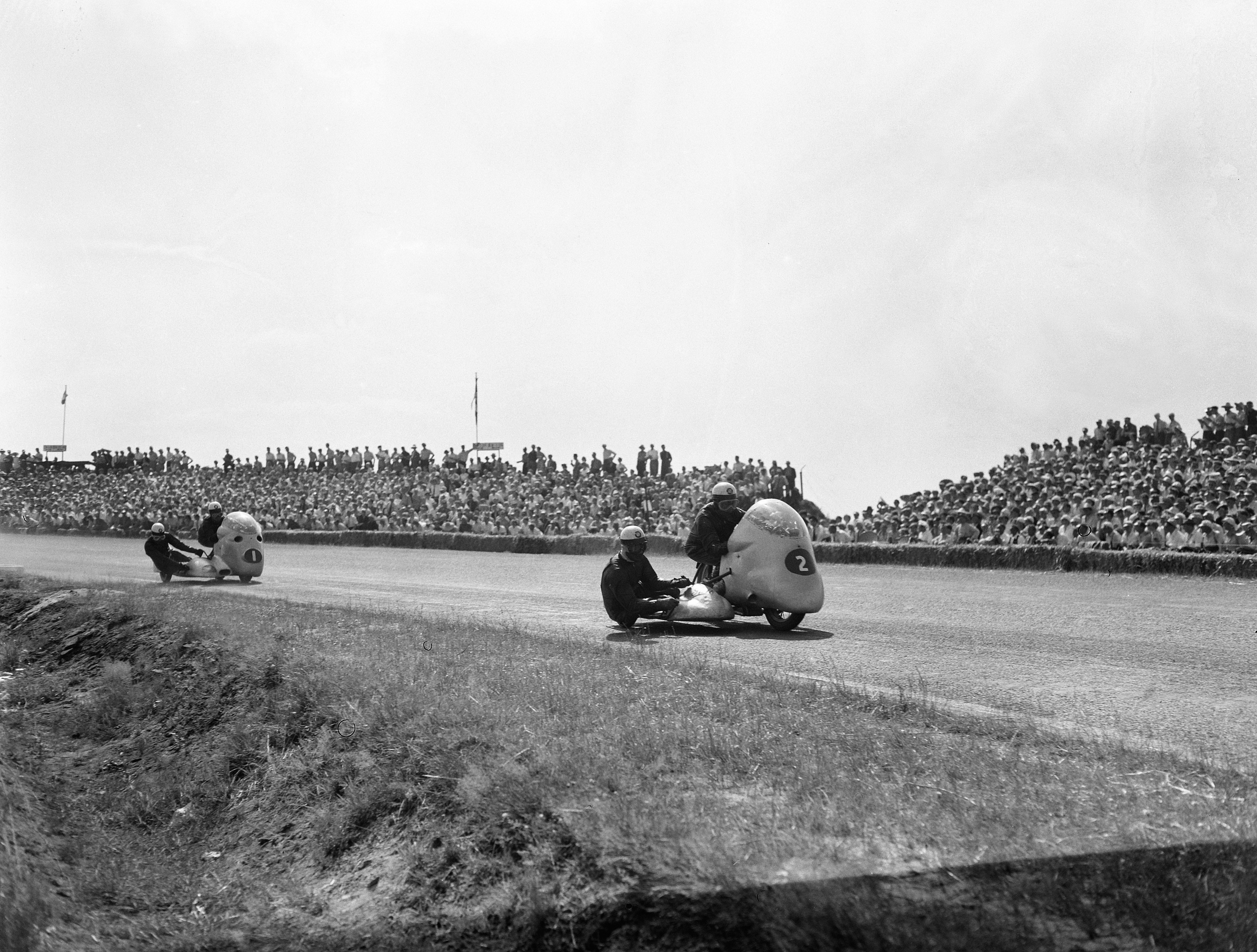
Wilhelm Noll en Fritz Cron tijdens de TT van Assen van 1955

## Carrière
Fritz Cron was al in zijn jeugd bevriend met Wilhelm Noll, die hij zijn hele carrière als bakkenist zou bijstaan. Fritz Cron leerde voor elektricien. Noll en Cron deden aan turnen en handbal en gingen samen bij de brandweer in Kirchhain. Eind jaren veertig bouwden ze samen uit een slooprijpe 600cc- BMW een zijspancombinatie. Dankzij Helm Glöckner, een bevriende autocoureur met goede relaties bij BMW, konden ze reserve- en vervangingsonderdelen krijgen. Ze kregen ook hulp van motorcoureur Karl Lottes uit het nabijgelegen Marburg. Hij zorgde dat ze in mei 1948 als onbekende nieuwelingen aan de "Kölner Rennen" mochten deelnemen. Ze werden tweede in de nieuwelingenklasse, maar de volgende wedstrijd in Dieburg wonnen ze. In 1950 kregen ze hun licentie en in dat jaar eindigden ze als beste combinatie in de 600cc klasse zonder compressor.
Vanaf 1951 startten ze op een 500cc-BMW waarmee ze goed presteerden en o.a. een overwinning op de Sachsenring behaalden. 

### 1952
In het WK-seizoen 1952 scoorden ze op de Solitudering een WK-punt en eindigden als beste BMW-combinatie op de elfde plaats van de eindstand.

### 1953
In het seizoen 1953 hadden Noll en Cron waarschijnlijk al een BMWRS 53-fabrieksracer, hoewel nog geen officieel contract. Ze werden zesde in de GP van België en derde in de GP van Zwitserland. Ze eindigden vóór het fabrieksteam Ludwig Kraus/Bernhard Huser op de zesde plaats van het wereldkampioenschap. Aan het einde van 1953 beëindigden Kraus/Huser hun loopbaan en het fabriekscontract ging nu naar Wilhelm Noll en Fritz Cron.

### 1954
In het seizoen 1954 begonnen Noll en Cron alsdus als echte fabriekscoureurs. De openingsrace van het wereldkampioenschap was de TT van Man, waar voor het eerst sinds 1924 een Sidecar TT werd gereden. Daar werd een nieuw circuit voor gebruikt, de Clypse Course, die veel korter was dan de 60km-lange Mountain Course en daardoor ook voor buitenlanders redelijk snel te leren was. Dit bleek een overgangsjaar te zijn na vijf wereldtitels voor Norton. De Norton-rijders Eric Oliver/Les Nutt begonnen sterk aan het seizoen met overwinningen in Man, de Ulster Grand Prix en de GP van België, maar tijdens de Feldbergrennen brak Eric Oliver een arm waardoor hij voor de rest van het seizoen was uitgeschakeld. Noll en Cron waren al derde op het Eiland Man, derde in de Ulster Grand Prix en tweede in België geworden maar ze wonnen de laatste drie races (Duitsland, Zwitserland en Italië) en werden wereldkampioen. In Duitsland liep hun fabrieks-BMW met brandstofinjectie slecht, maar de privérijder Walter Schneider besloot met zijn BMW RS 54 achter Noll/Cron te blijven om ze niet onnodig WK-punten af te nemen. Noll en Cron werden ook kampioen van Duitsland.

### 1955
In het seizoen 1955 werd het Duitse kampioenschap én het wereldkampioenschap beheerst door Willi Faust en Karl Remmert. Noll/Cron reden de snelste ronde in de sidecar TT maar vielen uit. In de GP van Duitsland werden ze tweede achter Faust/Remmert, maar ze wonnen de GP van België. In de TT van Assen namen ze aanvankelijk de leiding over van Pip Harris/Ray Campbell, maar uiteindelijk werden ze tweede achter Faust/Remmert, die op dat moment al zeker waren van de wereldtitel. In afwezigheid van Faust en Remmert wonnen Noll en Cron de GP des Nations.

### 1956
Nog voor het begin van het WK-seizoen 1956 verloor Karl Remmert het leven tijdens trainingsritten op Hockenheim. Noll/Cron en Hillebrand/Grunwald kregen van BMW weer RS 54-blokken met benzine-inspuiting die ongeveer 60pk leverden. Hillebrand en Grunwald wonnen de eerste wedstrijden (Man en Assen), maar daarna wonnen Noll/Cron er drie: België, Duitsland en Ulster. De laatste race in Italië werd gewonnen door de broers Albino en Rossano Milani met een Gilera. Noll en Cron vielen uit en daardoor konden Hillebrand/Grunwald theoretisch nog wereldkampioen worden. Daarvoor moesten zij echter winnen en dat lukte niet. Noll en Cron werden ook weer kampioen van Duitsland. Na 1956 stopte BMW als fabrieksteam en dat deden Noll en Cron ook. Wilhelm Noll reed nog wel een speciaal gestroomlijnde machine naar een wereldrecord waarbij hij 280 km/h haalde.

## Overlijden
Fritz Cron overleed op 29 april 2017 op 92-jarige leeftijd in Eschborn. Dat was enkele maanden nadat Wilhelm Noll op 90-jarige leeftijd gestorven was.

## Wereldkampioenschap wegrace resultaten
(Races in cursief geven de snelste ronde aan, punten (tussen haakjes) zijn inclusief s)
| Jaar | Klasse        | Coureur      | Team  | Motorfiets       | 1       | 2     | 3       | 4     | 5     | 6       | 7     | 8     | Punten  | Plaats | Overwinningen |                                                             | Wereldkampioenen |
| ---- | ------------- | ------------ | ----- | ---------------- | ------- | ----- | ------- | ----- | ----- | ------- | ----- | ----- | ------- | ------ | ------------- | ----------------------------------------------------------- | ---------------- |
| 1952 | Zijspanklasse | Wilhelm Noll | Privé | BMW R 51/3-Steib | ZWI -   |       |         | BEL - | DUI 6 |         | NAT - | SPA - | 1       | 11e    | 0             | Cyril Smith/ Bob Clements en Les Nutt, Norton 30M-Watsonian |                  |
| 1953 | Zijspanklasse | Wilhelm Noll | Privé | BMW RS 53-Steib  |         |       | BEL 6   |       | FRA - | ULS -   | ZWI 3 | NAT - | 5       | 6e     | 0             | Eric Oliver/ Stanley Dibben, Norton 30M-Watsonian           |                  |
| 1954 | Zijspanklasse | Wilhelm Noll | BMW   | BMW RS 54-Steib  | IOM 3   | ULS 3 | BEL 2   |       | DUI 1 | ZWI 1   | NAT 1 |       | 30 (38) | 1e     | 3             | Wilhelm Noll/ Fritz Cron, BMW RS 54-Steib                   |                  |
| 1955 | Zijspanklasse | Wilhelm Noll | BMW   | BMW RS 54-Steib  | SPA -   |       | IOM DNF | DUI 2 | BEL 1 | NED 2   |       | NAT 1 | 28      | 2e     | 2             | Willi Faust/ Karl Remmert, BMW RS54-Steib                   |                  |
| 1956 | Zijspanklasse | Wilhelm Noll | BMW   | BMW RS 54-Steib  | IOM DNF | NED 2 | BEL 1   | DUI 1 | ULS 1 | NAT DNF |       |       | 30      | 1e     | 3             | Wilhelm Noll/ Fritz Cron, BMW RS 54-Steib                   |                  |

## Trivia
In 1954, tijdens een internationale race op Hockenheim, verloren Noll en Cron de race van Eric Oliver/Les Nutt doordat Willy Noll de ronden niet goed geteld had en onverwacht werd afgevlagd. Vanaf dat moment kreeg Fritz Cron er een taak bij: in de kuip van het zijspan werd het rondenaantal in de vorm van streepjes aangebracht, en bij elke finishpassage moest hij er één wegvegen. Bij de voorlaatste race van dat jaar (Zwitserland) veegde Fritz per ongeluk een streepje te veel weg, maar gelukkig had Willy Noll meegeteld en liep het goed af.